# Pakistan International 2007
Die Pakistan International 2007 im Badminton fanden vom 25. bis zum 28. November 2007 statt.

## Sieger und Platzierte
| Disziplin    | Gold                           | Silber                                            | Bronze                                |
| ------------ | ------------------------------ | ------------------------------------------------- | ------------------------------------- |
| Herreneinzel | Bobby Milroy                   | Arvind Bhat                                       | Niluka Karunaratne                    |
| Herreneinzel | Bobby Milroy                   | Arvind Bhat                                       | Omar Zeeshan                          |
| Dameneinzel  | Maja Tvrdy                     | Maja Kersnik                                      | Filipa Lamy                           |
| Dameneinzel  | Maja Tvrdy                     | Maja Kersnik                                      | Thilini Jayasinghe                    |
| Herrendoppel | Ahmed Waqas Kashif Sulehri     | Mohammad Attique Rizwan Azam                      | Diluka Karunaratne Dinuka Karunaratne |
| Herrendoppel | Ahmed Waqas Kashif Sulehri     | Mohammad Attique Rizwan Azam                      | Atif Danial Masih Ashraf              |
| Damendoppel  | Jwala Gutta Shruti Kurien      | Renu Chandrika Hettiarachchige Thilini Jayasinghe | Sara Khan Uzma Butt                   |
| Damendoppel  | Jwala Gutta Shruti Kurien      | Renu Chandrika Hettiarachchige Thilini Jayasinghe | Aneeqa Rana Sadia Arshad              |
| Mixed        | Valiyaveetil Diju Aparna Balan | Diluka Karunaratne Renu Chandrika Hettiarachchige | Balaram Thapa Sumina Shrestha         |
| Mixed        | Valiyaveetil Diju Aparna Balan | Diluka Karunaratne Renu Chandrika Hettiarachchige | Ahmed Waqas Saima Manzoor             |